# Xikang
Xikang – dawna chińska prowincja, istniejąca w latach 1939–1955, obejmująca wschodnią część tybetańskiego regionu Kham.
Pierwsze projekty utworzenia prowincji w Khamie, mającej stanowić strefę buforową na granicy z Tybetem i przyczółek chińskiej kolonizacji, pojawiły się już pod koniec XIX wieku. Powrócono do nich w dwudziestoleciu międzywojennym, kiedy to po rewolucji Xinhai Tybet zrzucił chińskie zwierzchnictwo, a na obszarze Khamu dochodziło do zbrojnych starć pomiędzy wojskami obydwu stron, których nie przerwało wytyczenie w 1918 roku niezaakceptowanej przez Tybetańczyków linii demarkacyjnej oddającej region pod zarząd chiński. W 1930 roku wojska tybetańskie uderzyły na Kham, rozpoczynając trwający dwa lata zbrojny konflikt, zakończony zwycięstwem Chińczyków. Na mocy zawartego w 1932 roku porozumienia pokojowego region został ostatecznie podzielony wzdłuż rzeki Jangcy na część wschodnią (chińską) i zachodnią (tybetańską).
W 1939 roku w chińskiej części Khamu utworzona została nowa prowincja Xikang. Jej pierwszym gubernatorem został Liu Wenhui. Po klęsce Kuomintangu w wojnie domowej Xikang został zajęty na początku 1950 roku przez Chińską Armię Ludowo-Wyzwoleńczą. W 1953 roku ludność prowincji liczyła 3,4 miliona, z czego 14,2% stanowili Tybetańczycy.
W 1955 roku prowincja została zlikwidowana i przyłączona do prowincji Syczuan.
Pierwszą stolicą prowincji był Kangding, w 1951 roku przeniesiono ją do Ya’an.

## Gubernatorzy prowincji Xikang
- Liu Wenhui (1939-1949)
- He Guoguang (1949-1950)
- Liao Zhigao (1950-1955)[9]